# Milbo
Thor Milbo (født 28. september 1999 i Glostrup), bedre kendt som Milbo, er en dansk popsanger fra Rødovre. Som 19-årig har han allerede udgivet fem singler sammen med musikere som fx Skinz, som har lavet hittet "Jeg har en pige".

## Sangkarriere
I oktober 2017 udgav han "Heldig" sammen med vennen Ealay, som i september 2018 er blevet afspillet næsten 3,5 millioner gange på Spotify. I marts 2018 udgav Milbo singlen "Altid på" og efterfølgende en musikvideo. I sangen synger han om sine venner, som "altid er på". Tidligt i sommeren 2018 udgav han sangen "Populær" sammen med Skinz.

## Guldtuben 2018
Milbo optrådte til den fjerde udgave af Guldtuben Guldtuben 2018 (som arrangeres af Splay) 22. september 2018 i Royal Arena, som den anden musiker under eventen, igen i samarbejde sammen med Skinz.

## Diskografi
- "Heldig" (single 2017)
- "Elsker når hun danser" (single 2017)
- "Altid på" (single 2018)
- "Populær" (feat. Skinz, single 2018)
- "25 timer" (single 2018)
- "Million" (feat. Ealay, single 2018)
- "Paris" (feat. JAY, single 2018)
- "Aldrig Aldrig" (single 2019)
- "Fuck af" (Fie Laursen feat. Milbo, single 2019)
- "Dada" (Single 2020)
- “Milionær” (single 2021) - titelsang til Paradise Hotel sæson 18
- “01:15” (single 2022)
- “VANVITTIG” (single 2022)
- “Sidste Gang” (single 2023)
- “Just Dance” (single 2023)
- “Bon Appetit” (single 2023)
- “Lissom” (single 2023)